# La Center (Washington)
La Center es una ciudad ubicada en el condado de Clark en el estado estadounidense de Washington. En el año 2000 tenía una población de 2.545 habitantes y una densidad poblacional de 727,3 personas por km².

## Geografía
La Center se encuentra ubicada en las coordenadas 45°51′50″N 122°40′7″O / 45.86389, -122.66861.

## Demografía
Según la Oficina del Censo en 2000 los ingresos medios por hogar en la localidad eran de $55.333, y los ingresos medios por familia eran $55.375. Los hombres tenían unos ingresos medios de $45.893 frente a los $28.750 para las mujeres. La renta per cápita para la localidad era de $21.224. Alrededor del 4,7% de la población estaban por debajo del umbral de pobreza.